# NGC 538
NGC 538 è una galassia a spirale barrata situata nella costellazione della Balena a una distanza di circa 250 milioni di anni luce dalla nostra Via Lattea.

## Descrizione
La galassia ha una classe di luminosità I-II.

## Scoperta
NGC 538 è stata scoperta il 20 novembre 1886 dall'astronomo statunitense Lewis Swift.

## Gruppo di NGC 585 e Abell 194
NGC 538 fa parte del Gruppo di NGC 585, un raggruppamento che comprende almeno 23 galassie. Le altre galassie di questo gruppo incluse nel New General Catalogue sono: NGC 519, NGC 541, NGC 543, NGC 545, NGC 547, NGC 548, NGC 570 e NGC 585.
Questo gruppo fa parte anche del più vasto ammasso di galassie denominato Abell 194.
La designazione DRCG 7-23 è stata utilizzata da Wolfgang Steinicke per indicare che questa galassia figura nel catalogo degli ammassi galattici di Alan Dressler. I numeri 7 e 23 indicano rispettivamente che si tratta del 7º ammasso (Abell 194) e della 23ª galassia di questa lista.
Questa galassia è designata Abell 194:[D80] 23 dal database NASA/IPAC.